# Clarence Allen
Pour les articles homonymes, voir Allen.
Clarence Roderic Allen (15 février 1925 - 21 janvier 2021) est un géologue américain qui étudie la sismologie.

## Carrière
Il est diplômé du Reed College (BA, 1949) et du California Institute of Technology (MS, 1951; Ph.D., 1954).
Allen est président de la Seismological Society of America en 1975  et de la Geological Society of America. Il est membre de l'Association américaine pour l'avancement des sciences, de l'Union américaine de géophysique et de la Société américaine de géologie. Il est élu membre de l'Académie américaine des arts et des sciences en 1975. Allen est membre de l'Académie nationale des sciences et de l'Académie nationale d'ingénierie des États-Unis depuis 1976.
Allen reçoit le premier prix GK Gilbert en géologie sismique et en 1995, il reçoit la médaille de la Seismological Society of America .
Il est membre de la faculté du California Institute of Technology depuis 1955. Il y devient professeur émérite en 1990.
Allan est décédé le 21 janvier 2021, à l'âge de 95 ans.

## Ouvrages
- "Geology of Earthquakes" avec Robert S. Yeats et Kerry Sieh (en). Oxford University Press (1997)  (ISBN 0-19-507827-6)
- "Comparative study of the neotectonics of the Xianshuihe fault, China" (1987)
- "Continuation of creep and strain studies in southern California" (1984)
- "Creep and strain studies in southern California: Final technical report" (1986)
- "Seismicity of the Southern California Region, 1 January 1932 to 31 December 1972" avec John M. Nordquist et James A. Hileman (1973)
- "Active faulting in northern Turkey" (1969)
- "Agua Blanca fault: A major transverse structure of northern Baja California, Mexico" (1960)